# Francesco Carrara (giurista)
Francesco Gaetano Carrara (Lucca, 18 settembre 1805 – Lucca, 15 gennaio 1888) è stato un giurista e politico italiano di ispirazione liberale.
È stato uno fra i primi studiosi di diritto criminale a voler abolire la pena di morte in Europa.

## Biografia

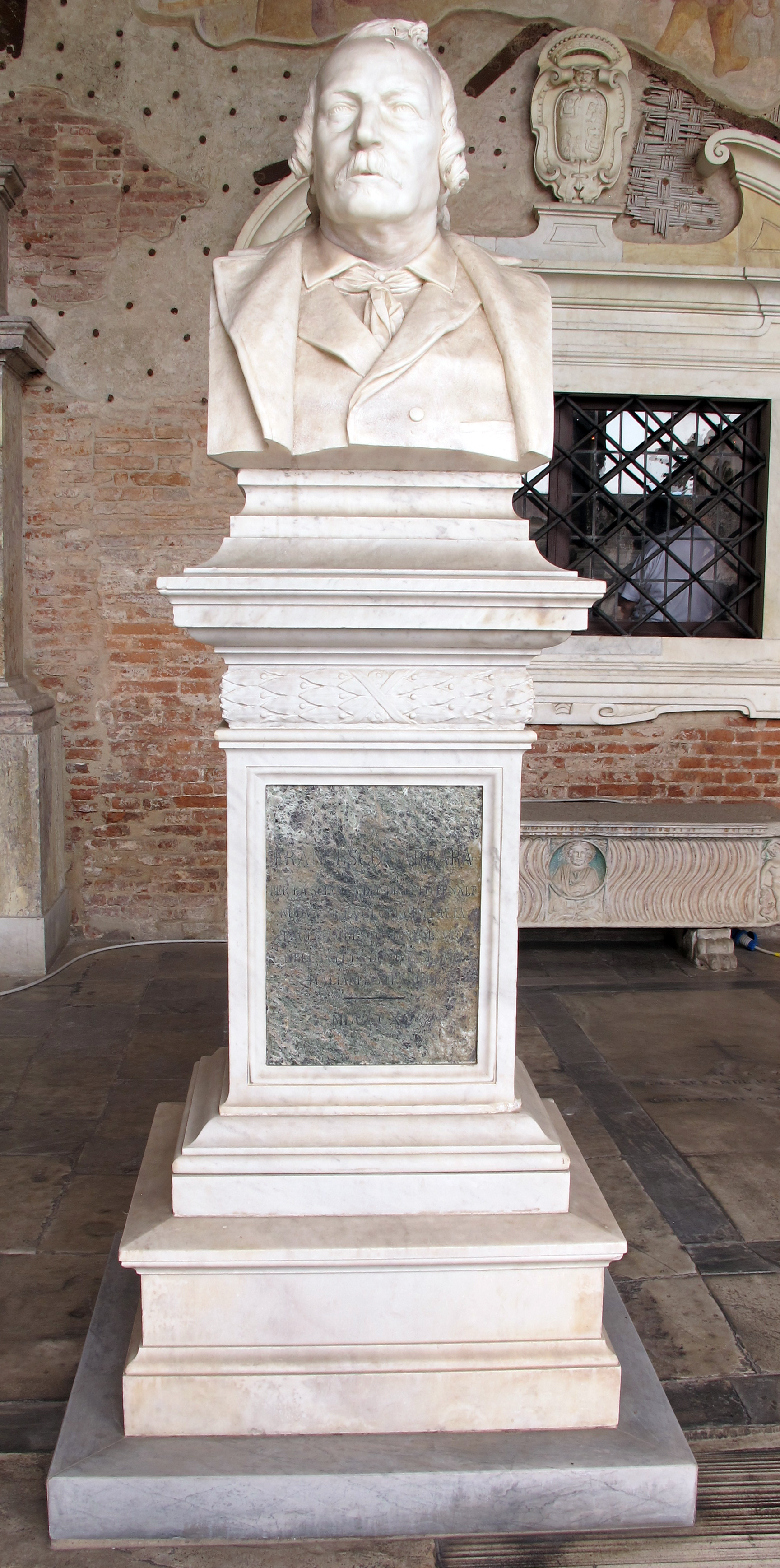
Monumento a Francesco Carrara nel Camposanto monumentale di Pisa

Dopo gli studi ed il dottorato presso l'Università lucchese, Carrara fu Professore di Diritto Criminale e Commerciale a Lucca (fino al 1859) e poi a Pisa dove ebbe la Cattedra di Diritto Criminale. La sua principale opera in dieci volumi fu il Programma del corso di diritto criminale che ebbe una significativa influenza all'estero. Il "programma" era il riassunto delle lezioni elaborate durante undici anni nell'ateneo lucchese e fu stampato per servire agli studenti quando il Carrara fu chiamato alla cattedra di Pisa. Da giovane politico il Carrara seguì inizialmente Giuseppe Mazzini, ma successivamente, negli anni quaranta, si avvicinò a gruppi liberali più moderati.
Il Carrara fu tra i non molti liberali lucchesi a non opporsi all'annessione del Ducato di Lucca alla Toscana, e, dopo l'Unità d'Italia, fu eletto al Parlamento nel 1863, 1865 e 1867. Il Carrara considerò infatti la fine del Ducato un primo piccolo passo verso l'unità nazionale, inoltre aveva trovato riprovevole il fatto che il Duca Carlo Lodovico di Borbone, nel 1845, non avesse concesso la grazia a cinque condannati a morte, permettendo in città il macabro spettacolo di una esecuzione con la ghigliottina. Non a caso, proprio per solennizzare l'annessione di Lucca il Granduca di Toscana Leopoldo II abolì la pena capitale nel suo stato, seguendo quanto caldeggiato da alcuni giuristi come il Carmignani e appunto il Carrara.
Influenzò la stesura del Codice Criminale d'Italia, e del Codice Zanardelli finito nel 1889. Fu inoltre uno dei principali esponenti della Scuola Classica del diritto. Nominato senatore il 15 maggio 1876, Carrara morì a Lucca, dove ancora oggi si trovano molti suoi manoscritti. Sulla casa dove visse e morì, nella via a lui intitolata, Via Francesco Carrara, fu apposta una lapide commemorativa l'anno successivo alla sua morte che riporta il seguente testo: "In questa casa dove visse e morì / FRANCESCO CARRARA / continuatore e ordinatore / della scuola classica italiana / di diritto penale / il Comune / Q.M.P. / al 15 gennaio 1889 / un anno dopo la sua morte". La casa ancora oggi è sede di uno studio legale.
Nel 1896 fu fondato, da un gruppo di insegnanti che avrebbero prestato la loro opera gratuitamente, l'Istituto Tecnico Privato Francesco Carrara che sarà equiparato ad Istituto Pubblico nel 1904. Si è trasformato in Istituto Istruzione Superiore "Carrara-Nottolini-Busdraghi" nel 2013.

## Opere
- Programma di diritto penale. Parte generale. Volumi tre.
- Programma di diritto penale. Parte speciale. Volumi sette. Di questa e della precedente furono fatte sette edizioni.
- Opuscoli di diritto criminale. Volumi sette. Ne furono fatte quattro edizioni.
- Pensieri sul progetto del codice penale italiano. Un volume. Ne furono fatte tre edizioni.
- Lineamenti di pratica legislativa. Un volume, Ne furono fatte due edizioni.
- Reminiscenze di cattedra e di foro. Un volume.
- Studi sul delitto perfetto. Un volume.
- L'avvenire della scienza criminale. Un opuscolo.